# ديك هيوز (لاعب كرة قدم)
ديك هيوز (بالإنجليزية: Dick Hughes)‏ (2 أغسطس 1902 في المملكة المتحدة - 1 أبريل 1984 في المملكة المتحدة) هو لاعب كرة قدم بريطاني (وحمل سابقاً جنسية المملكة المتحدة لبريطانيا العظمى وأيرلندا) في مركز الظهير. لعب مع نادي إكزتر سيتي ونادي بريستول سيتي ونادي سندرلاند.